# Boulant d'Alsace
Le boulant d'Alsace est une race de pigeon domestique originaire d'Alsace. Elle est classée dans la catégorie des pigeons boulants.

## Histoire
Cette race était très fréquente dans les fermes alsaciennes avant 1940, pour ses qualités de chair, ainsi que pour ses qualités ornementales. Elle a été sélectionnée dans la seconde moitié du XIXe siècle par les brasseurs circulant entre la Bavière et Haguenau, d'où son surnom de « pigeon des houblonnières ». Elle serait issue notamment de croisements entre le boulant français (dont elle a le dessin) et le boulant de Hesse (dont elle a la corpulence). Elle a failli disparaître dans les années 1950 et a été reconstituée après 1979.

## Description
Comme tous les boulants, il a la particularité de gonfler son jabot en une grosse boule, d'où son nom. Le boulant d'Alsace présente toujours une bavette blanche en forme de croissant sur la gorge. Il s'agit d'un grand pigeon au port dressé et au long cou, pouvant atteindre 45 centimètres. Il existe en différents coloris : noir, rouge, rouge cendré barré rouge, jaune, jaune barré jaune, bleu, bleu barré noir, bleu écaillé noir. Les rémiges primaires sont blanches. C'est un bon reproducteur et un bon éleveur qui aime voler en liberté tout en étant attaché à son colombier.  

## Galerie de photos

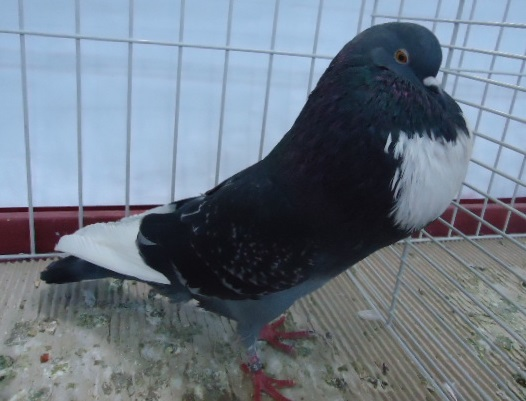
Boulant d'Alsace bleu écaillé
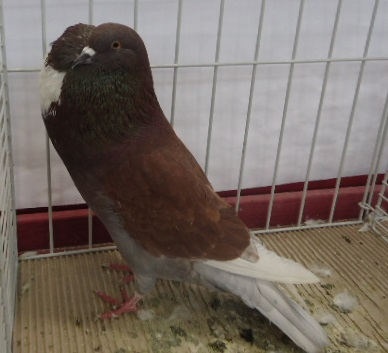
Boulant d'Alsace rouge cendré écaillé